# ناصر بويش (لاعب كرة قدم مواليد 1963)
 ناصر بويش  (1963 الجزائر) هو لاعب كرة قدم جزائري.

## روابط خارجية
- ناصر بويش (لاعب كرة قدم مواليد 1963) على موقع قاعدة بيانات كرة القدم.إي يو (الإنجليزية)
- ناصر بويش (لاعب كرة قدم مواليد 1963) على موقع ناشيونال فوتبول تيمز (الإنجليزية)